# 馬鞍山 (香港山峰)
馬鞍山（英語：Ma On Shan）位於香港新界東北部，橫跨沙田區及大埔區（西貢北）兩區，分隔沙田和西貢市，高702米，是新界東部最高的主體山峰，在新界大陸繼大帽山群峰之後排行第二，而以全港主體山峰計則排行第六，全港山峰高度計則排行第十二。

## 名稱
馬鞍山有兩個山峰，較高的俗稱馬頭頂或馬鞍頭，高702米，是新界東部最高的主體山峰，在新界大陸繼大帽山群峰之後排行第二，而以全港計則排行第六，而副峰為牛押山或馬鞍尾，六百七十多米高，兩峰之間形成一條很長的弧線，形如馬鞍，故被稱為馬鞍山。根據王崇熙《新安縣志》(卷四)，亦提及馬鞍山名字源由：「馬鞍山在縣東八十里，枕東洋，形如馬鞍」。而馬鞍山西北面山腳下的市鎮亦得名馬鞍山。
馬鞍山東面的山坡陡直，山壁企立，所以又有企嶺的稱號。馬鞍山之東的山腳下就有一個名為企嶺下的村落（企嶺下老圍和企嶺下新圍），和一個名為企嶺下海的海灣。

## 地理
馬鞍山以南的昂平草原是香港少數的高山平原之一，約高400米，地形遼闊，可遠眺西貢市和西貢內海，因爲開闊當風成爲滑翔傘愛好者的勝地。草原屬馬鞍山郊野公園營地，提供燒烤爐、檯、櫈、污水穴和旱廁等設施供民眾使用，周邊有大片林木。而昂平草原和馬鞍山中間上的大金鐘就高500多米，在草原上如金字塔般拔地而起，只適宜有豐富經驗人士攀登。

## 地質資料
馬鞍山山頂一帶出露的是凝灰岩（vitric tuff），直接覆蓋在泥盆紀的粉砂岩和大理岩之上。後期的花崗岩從西南方向侵入到馬鞍山一帶，由於受到花崗岩侵入的影響，原有的粉砂岩已局部變質成爲角岩（hornfels），大理岩則變質爲矽卡岩（skarn）。馬鞍山鐵礦是香港唯一一座工業礦山，其鐵礦屬於典型的「矽卡岩型期後熱液鐵礦床」，礦體就賦存在花崗岩與沉積岩的接觸帶上，組成以內生的磁鐵礦和赤鐵礦爲主。

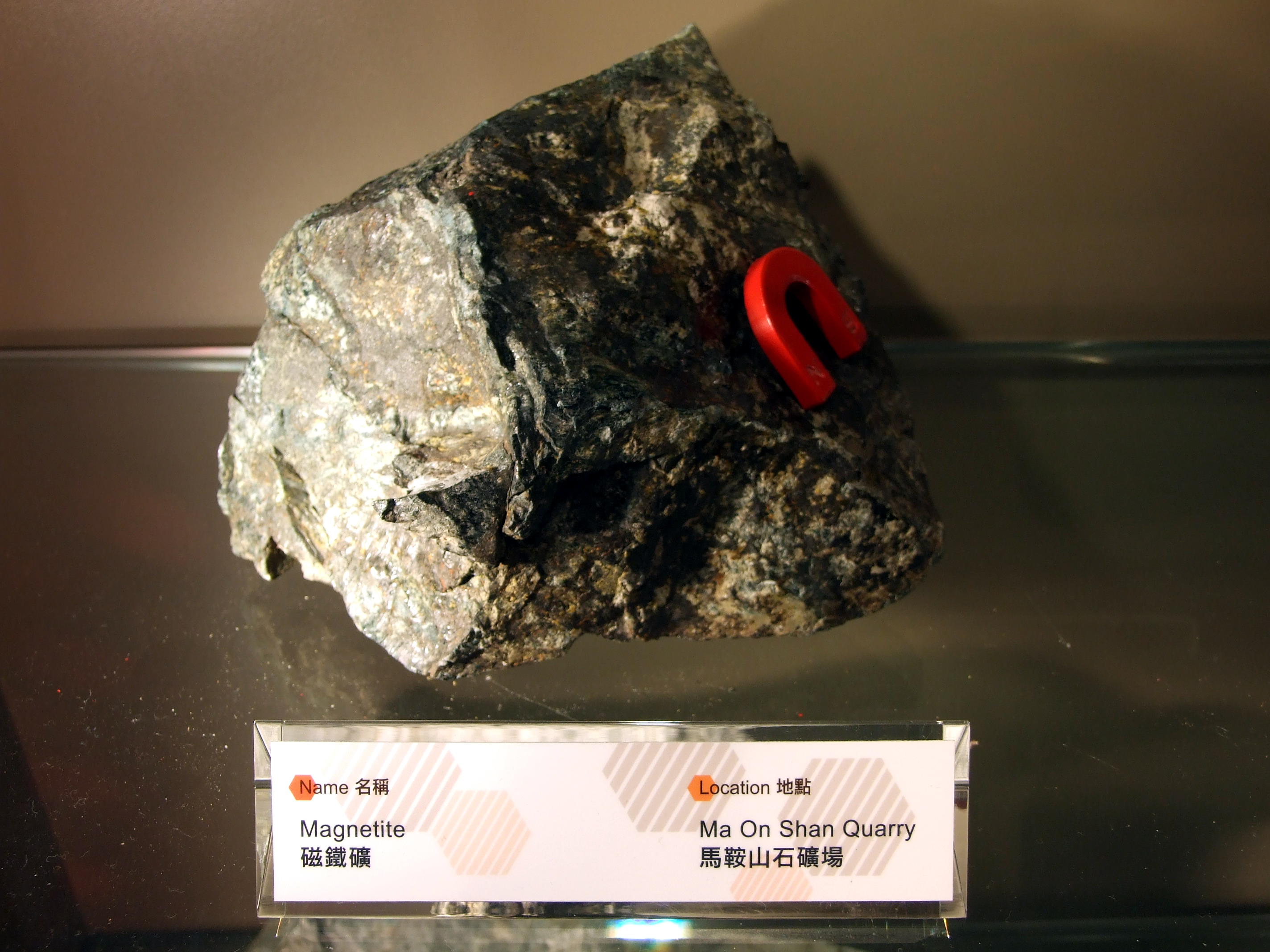
馬鞍山出產的磁鐵礦
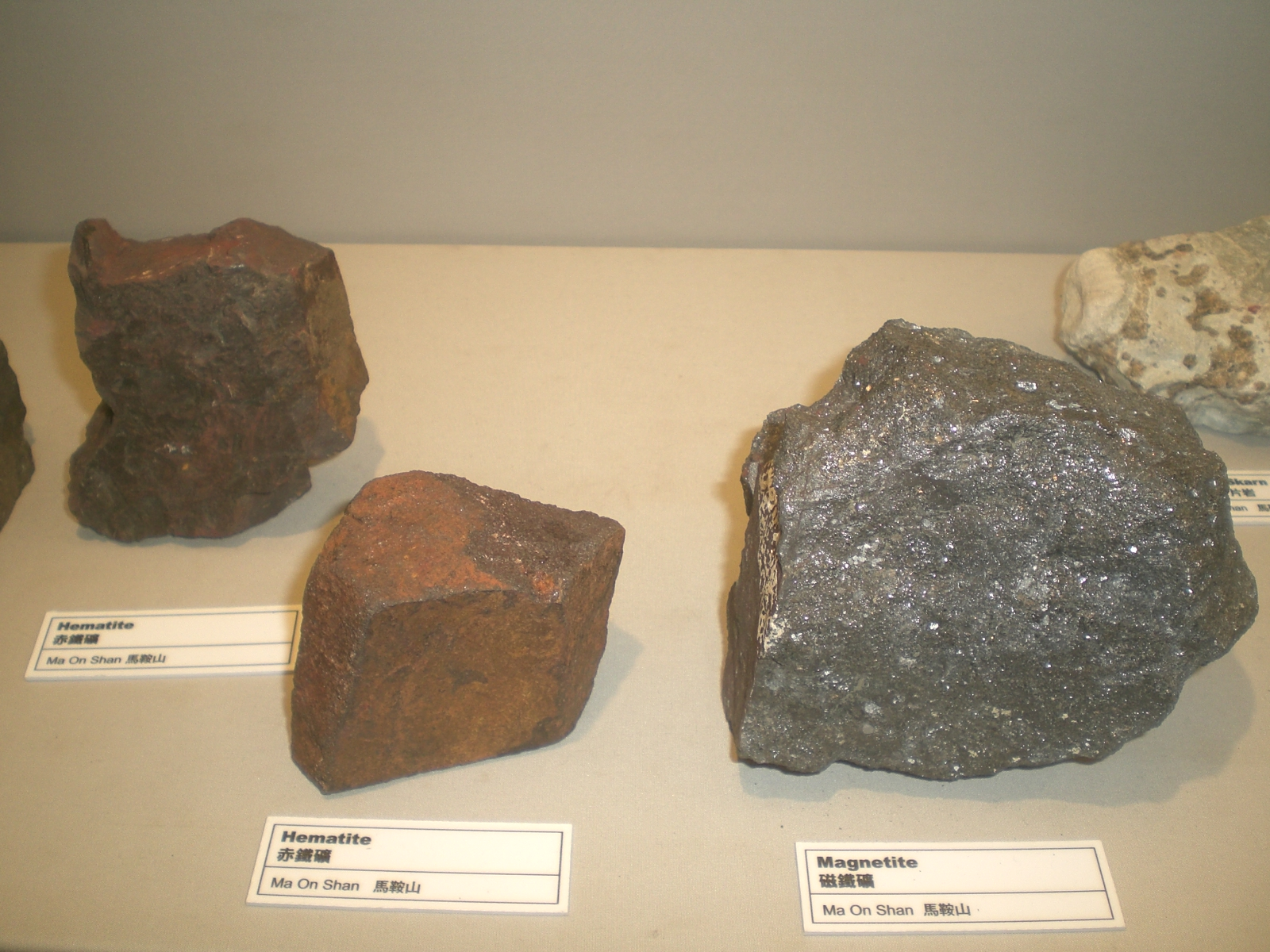
馬鞍山出產的赤鐵礦和磁鐵礦
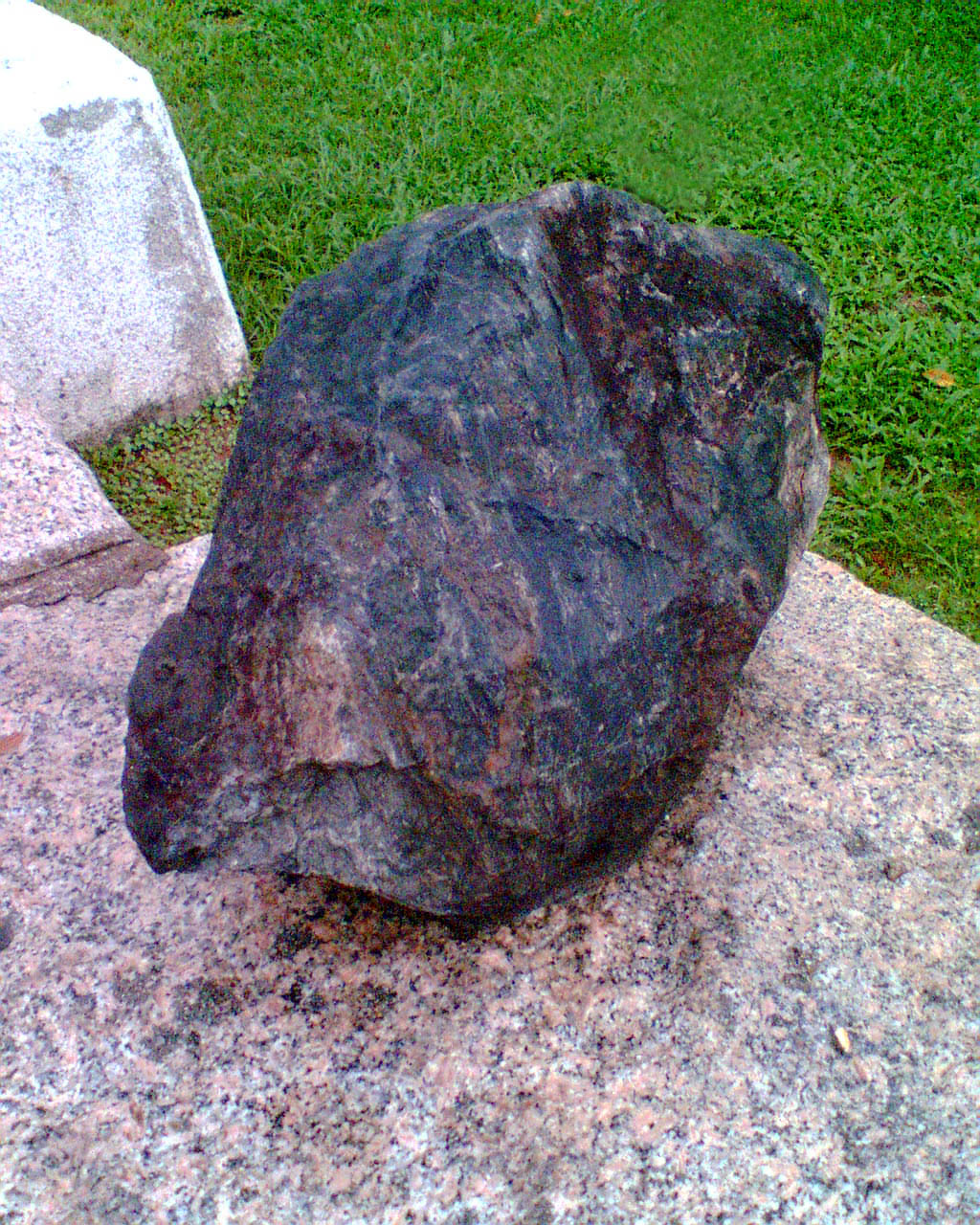

 维基共享资源上的相關多媒體資源：馬鞍山鐵礦場
馬鞍山採礦在1950-60年代達到高峰，曾經有數千礦工及家屬（大多數來自中國大陸）聚集採礦。採礦於1970年代終止，現在山上尚有數十位老礦工及家屬，並有台灣慈濟會香港分會義工每月定期探訪。

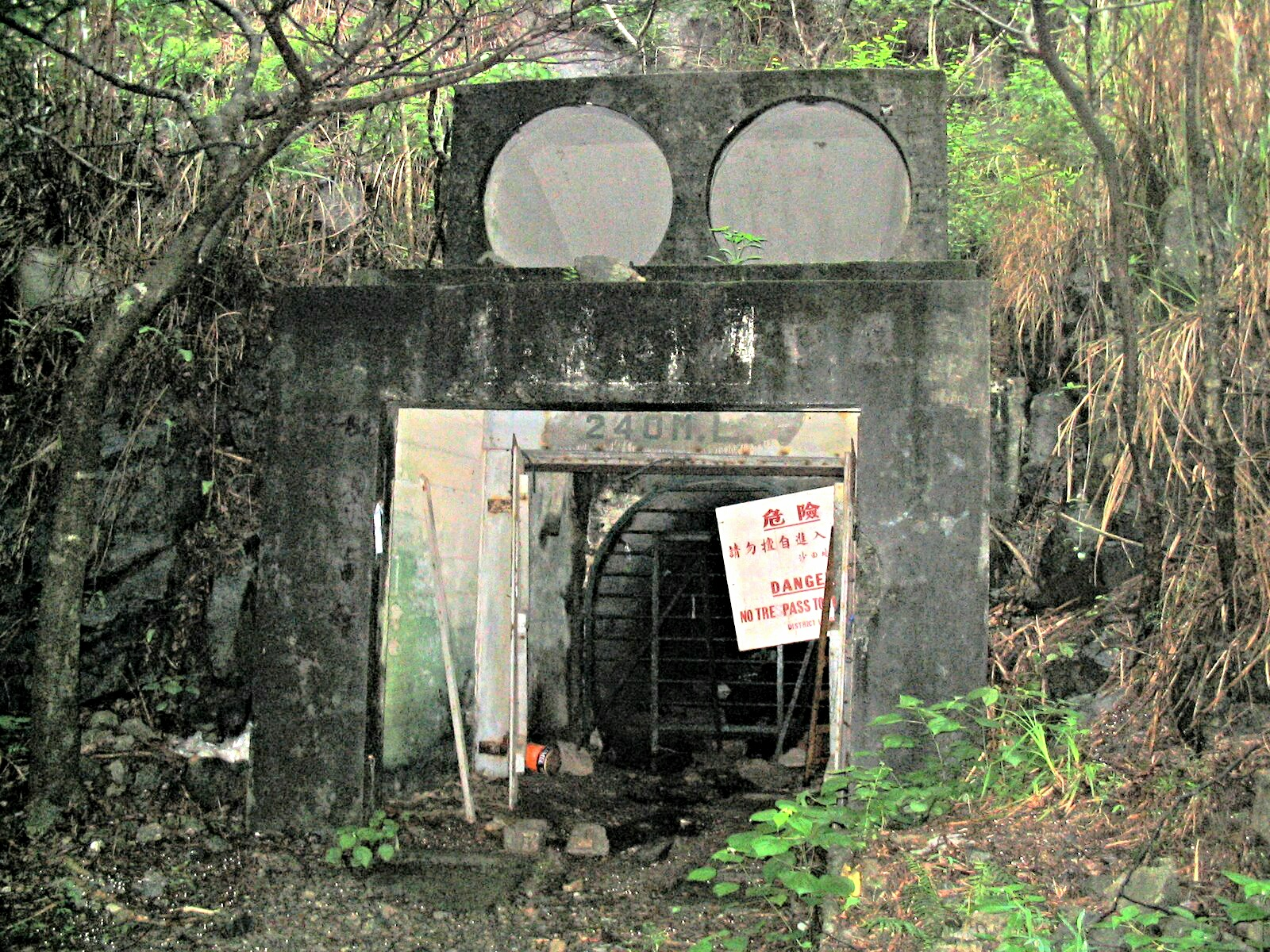
馬鞍山礦場240ML礦洞的出入口，出入口上方有兩個被封閉的圓孔，原本用來安裝抽風機。
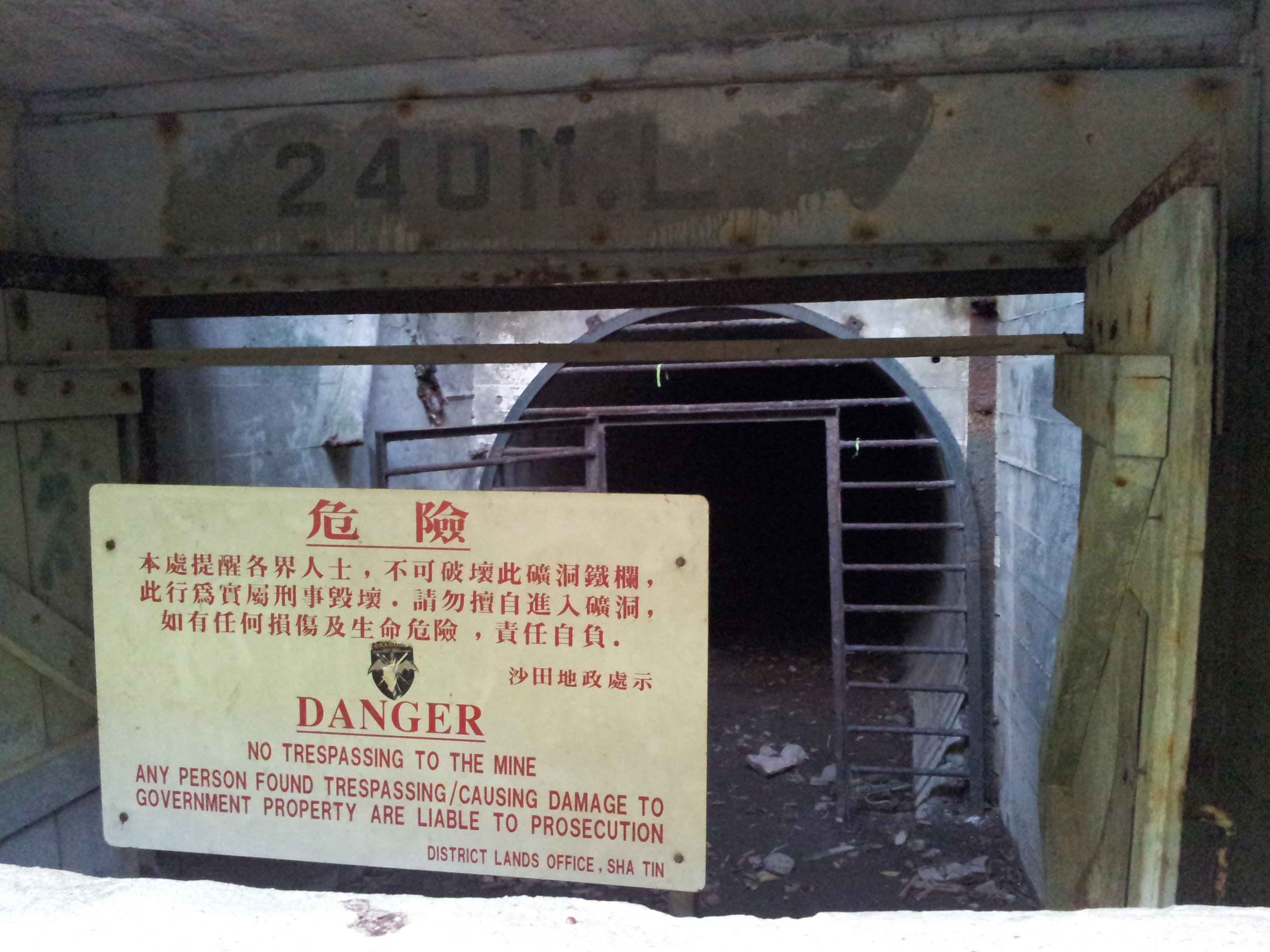
240ML礦洞
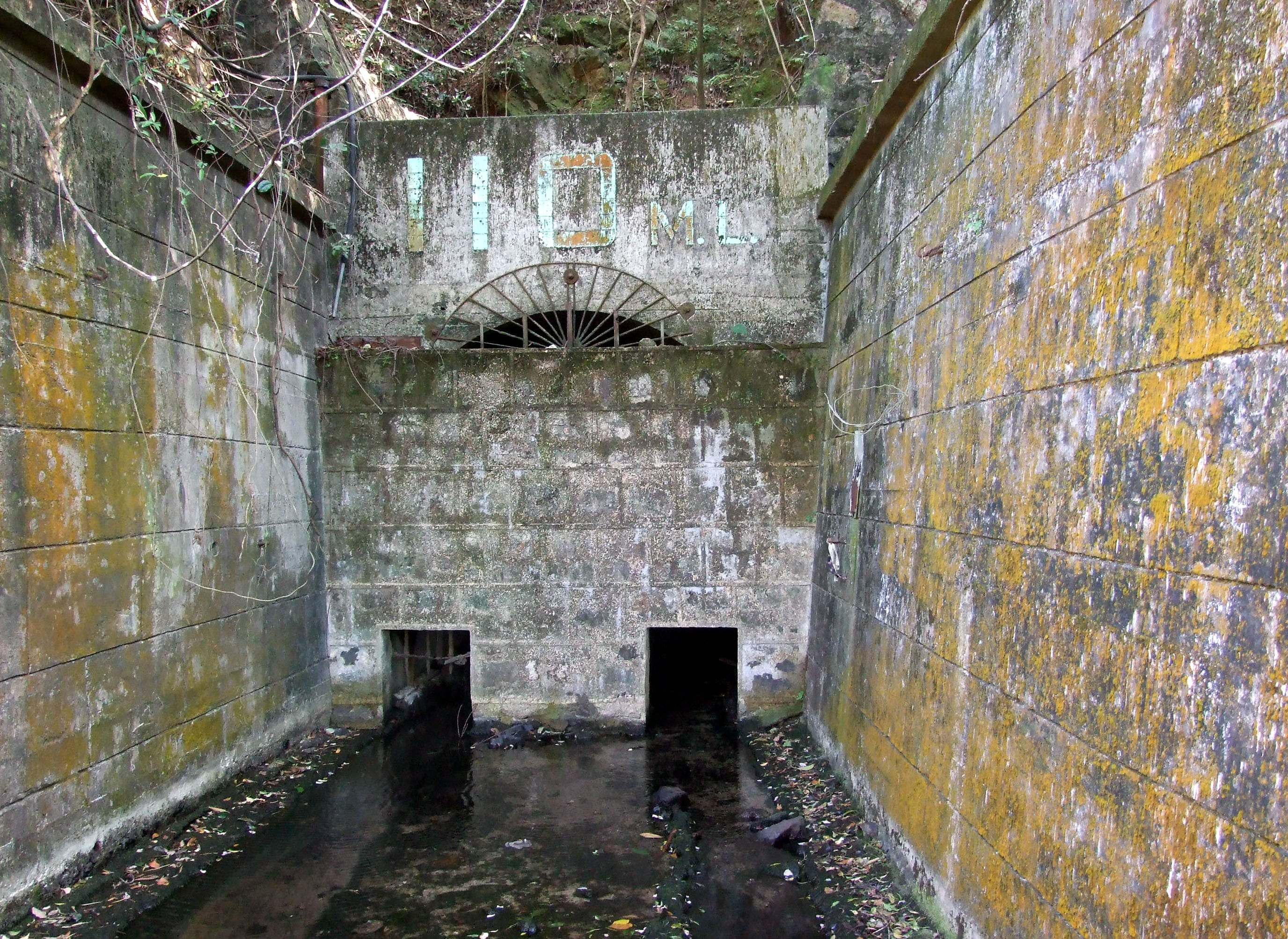
馬鞍山礦場110ML礦洞的出入口，該處原鋪設有路軌，供電力機車將裝滿礦石的礦斗拖到選礦廠，出入口在礦場關閉後被填封，只留下兩個方孔作為礦洞的總出水口。

## 氣候
| 馬鞍山 (702m)     | 馬鞍山 (702m) | 馬鞍山 (702m) | 馬鞍山 (702m) | 馬鞍山 (702m) | 馬鞍山 (702m) | 馬鞍山 (702m) | 馬鞍山 (702m) | 馬鞍山 (702m) | 馬鞍山 (702m) | 馬鞍山 (702m) | 馬鞍山 (702m) | 馬鞍山 (702m) | 馬鞍山 (702m) |
| 月份              | 1月           | 2月           | 3月           | 4月           | 5月           | 6月           | 7月           | 8月           | 9月           | 10月          | 11月          | 12月          | 全年          |
| ----------------- | ------------- | ------------- | ------------- | ------------- | ------------- | ------------- | ------------- | ------------- | ------------- | ------------- | ------------- | ------------- | ------------- |
| 平均高温 °C（°F） | 15.6 (60.1)   | 16.8 (62.2)   | 18.7 (65.7)   | 21.7 (71.1)   | 24.1 (75.4)   | 25.6 (78.1)   | 26.4 (79.5)   | 27.0 (80.6)   | 26.2 (79.2)   | 23.7 (74.7)   | 20.4 (68.7)   | 16.8 (62.2)   | 21.9 (71.5)   |
| 日均气温 °C（°F） | 11.4 (52.5)   | 12.6 (54.7)   | 15.1 (59.2)   | 18.7 (65.7)   | 21.6 (70.9)   | 23.3 (73.9)   | 23.7 (74.7)   | 23.8 (74.8)   | 22.7 (72.9)   | 19.9 (67.8)   | 16.5 (61.7)   | 12.9 (55.2)   | 18.5 (65.3)   |
| 平均低温 °C（°F） | 7.8 (46.0)    | 9.5 (49.1)    | 12.4 (54.3)   | 16.6 (61.9)   | 19.2 (66.6)   | 21.2 (70.2)   | 21.4 (70.5)   | 21.3 (70.3)   | 20.2 (68.4)   | 17.2 (63.0)   | 13.5 (56.3)   | 8.8 (47.8)    | 15.8 (60.4)   |
| [ 來源請求 ]      |               |               |               |               |               |               |               |               |               |               |               |               |               |

香港提供的台風名稱“馬鞍”則来源於馬鞍山。
該名稱在2023年給菲律宾造成嚴重災情後被除名，由颱風青馬取代。

## 動植物
在馬鞍山崎嶇的斜坡上，有野生杜鵑、香港毛蕊茶、蘭花及一些鮮見的蕨類植物。而經常在馬鞍山出沒的哺乳類動物則有穿山甲、箭豬、野豬及赤麂等。

## 鄰近的山峰
- 牛押山（677米）
- 吊手岩（588米）
- 大金鐘（536米）
- 鹿巢山（414米）
- 水牛山（606米）
- 黃牛山（604米）

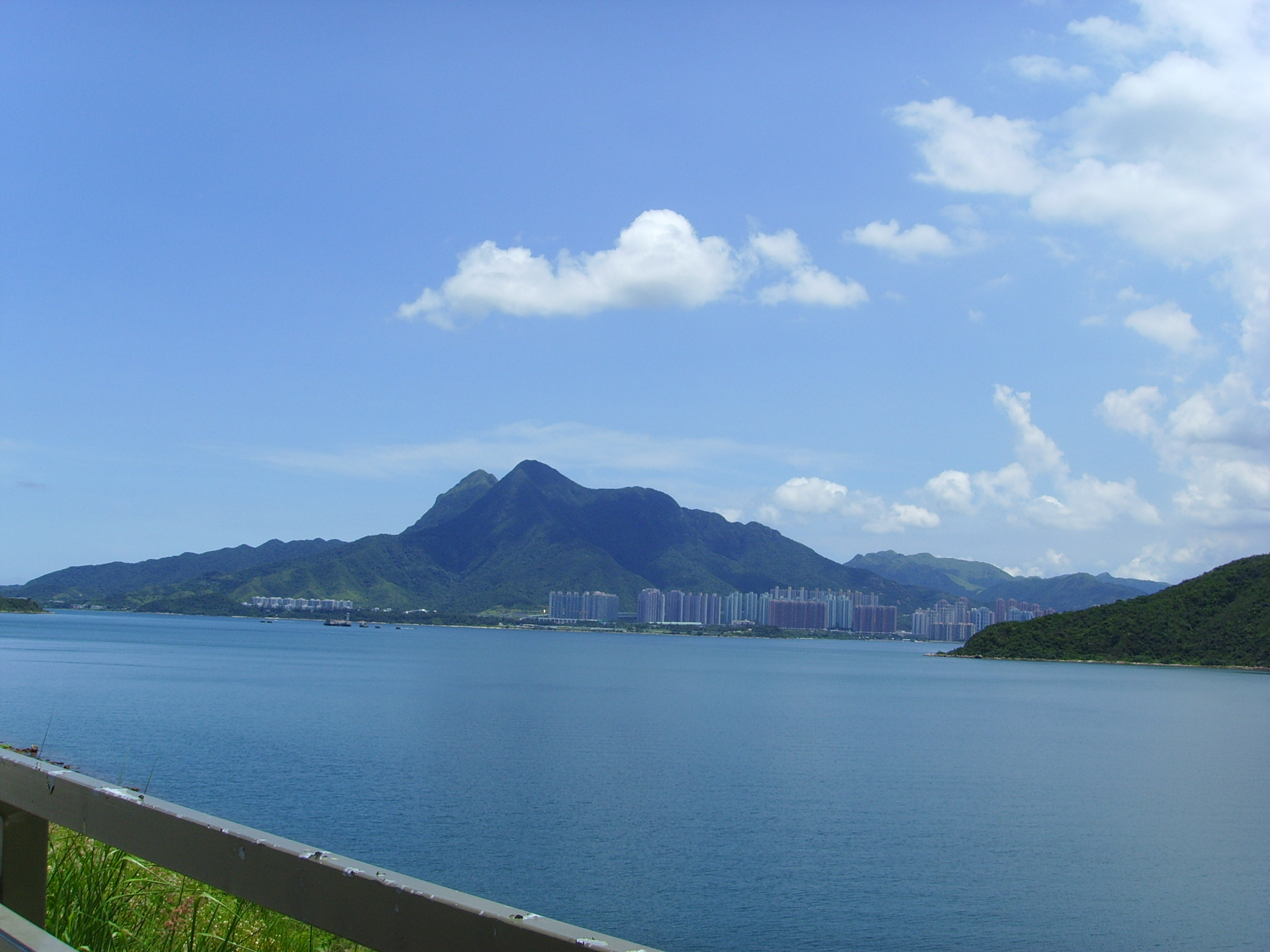
船灣淡水湖主壩北端向馬鞍山展望
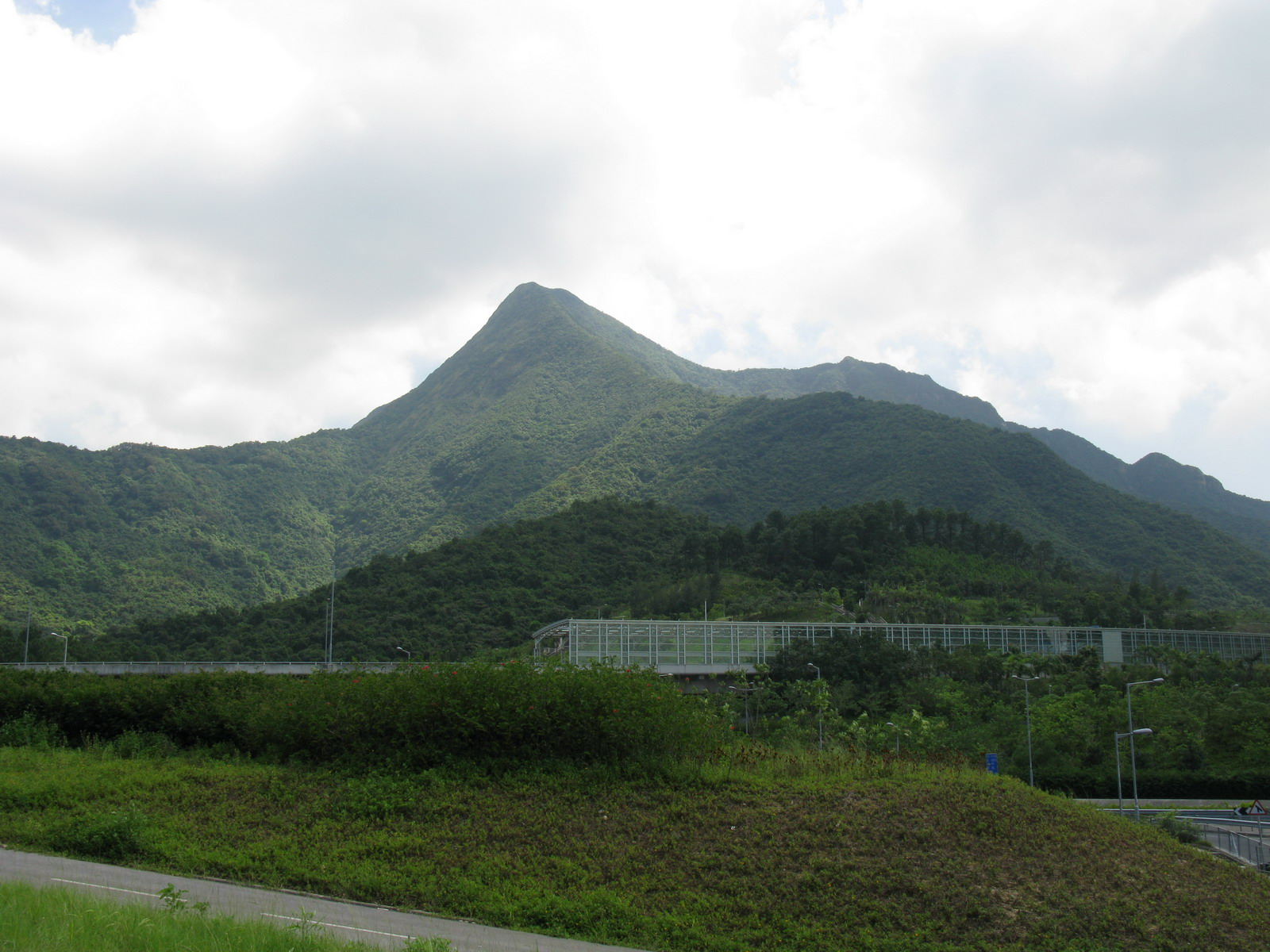
從西澳上望牛押山
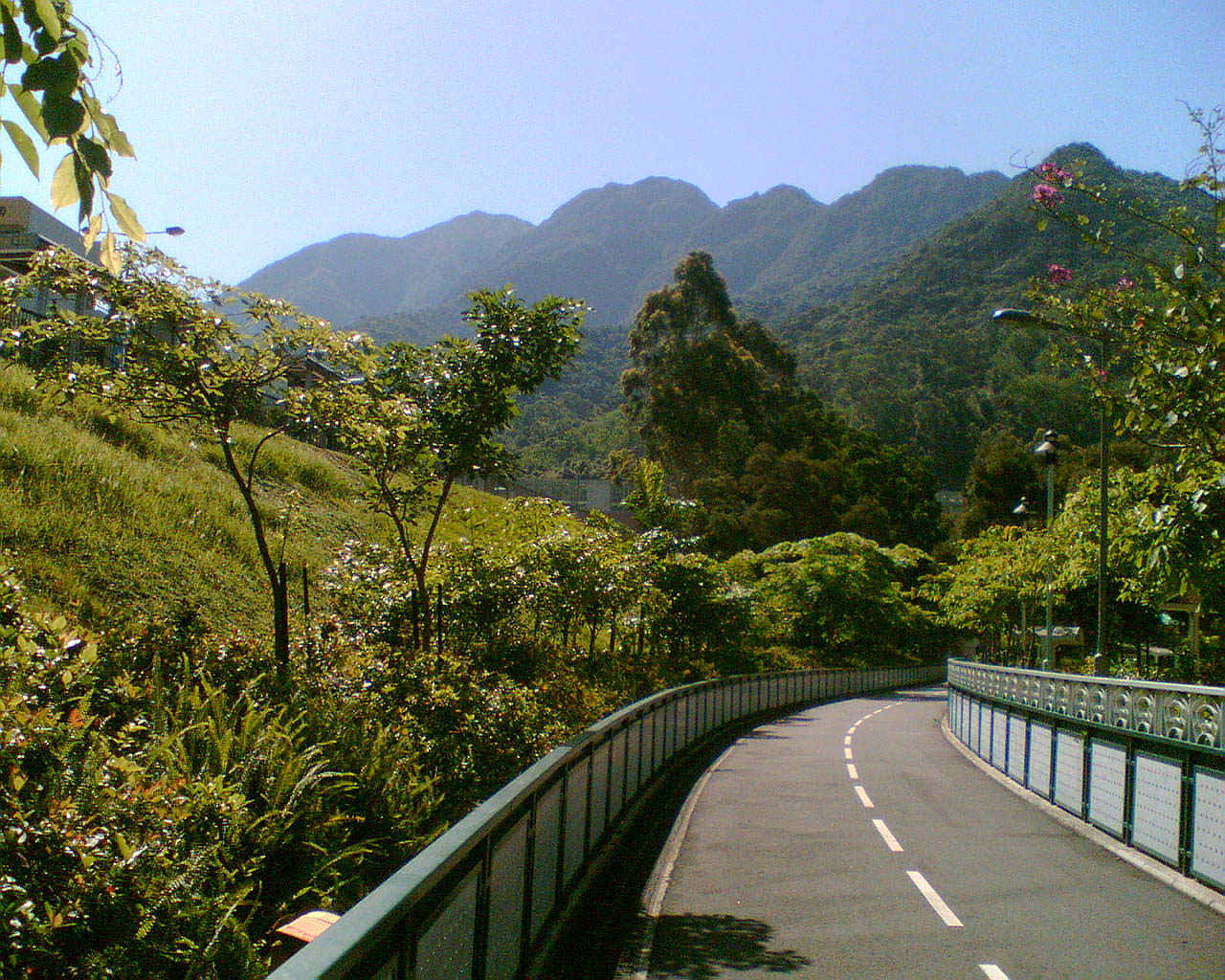
馬鞍山及鄰近的山峰
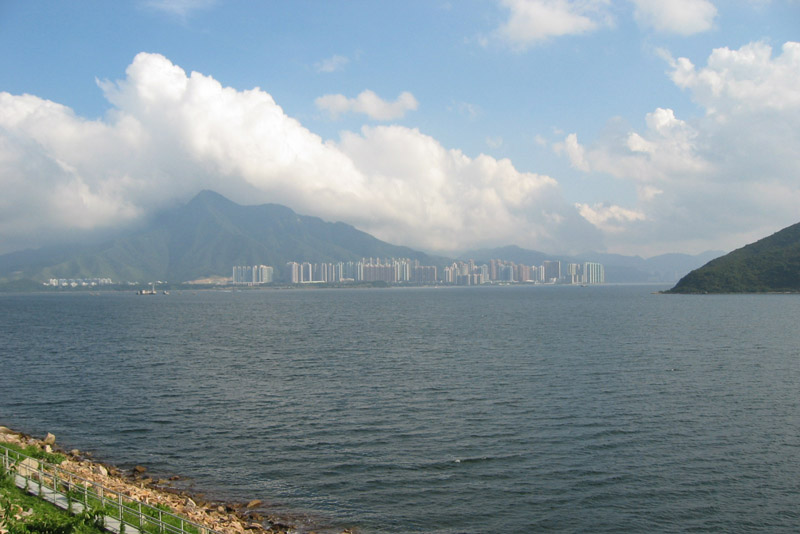
從大埔回望馬鞍山

從馬鞍山上站在山脊線上的小道，可下望西貢，西貢及附近的海島水面就如同一個大花園，風景秀麗。也可回望沙田附近。

## 郊遊路線
- 馬鞍山郊遊徑
- 企嶺下樹木研習徑
- 麥理浩徑第四段
- 衛奕信徑第四段

上山路線可以從馬鞍山市中心附近上山（耀安邨附近等待賽馬會專車，大概一兩小時一班，或者坐的士上山，有大概四公里車路）；從西貢及水浪窩附近也可以上山。